# Jack Fina
Jack Fina, né le 13 août 1913 et mort le 14 mai 1970, est un compositeur et pianiste américain.

## Biographie
Fina est né le 13 août 1913 Passaic dans le New Jersey. Il étudia au New York College of Music puis au côté d'August Fraemcke et Elsa Nicilini. Il débute comme pianiste pour la formation de Clyde McCoy dans les années 1930 mais ce n'est qu'en 1936 quand il rejoint la formation de Freddie Martin qu'il connaît la célébrité en étant inclus dans l'enregistrement de Tonight We Love.
En 1946, il quitte Martin et forme sa propre formation de 16 musiciens et donne sa première représentation au Claremont Hotel. Les chœurs sont alors pris en charge par Harry Prime et Gil Lewis. En raison de ses morceaux dans l'air du temps et de bons enregistrements, il devient assez connu et sa formation participe aux plus importantes rencontres de l'époque dont celles du Waldorf-Astoria, l'Aragon Ballroom ou la Balinese Room, une célèbre boite de nuit casino illégal de Galveston (Texas). Il apparaît aussi dans la bande sonore de plusieurs films dont la séquence Bumble Boogie de Mélodie Cocktail (1948) et Disc Jockey (1951). Comme compositeur, il écrivit Dream Sonata (thème), Chango et Piano Portraits.
Dans les années 1950, il réduit la taille de sa formation et s'installe à San Francisco et gère une agence de talent nommée Concerto Music & Entertainment Agency conjointement avec son manager Al King. Durant la décennie suivante, il dirige une petite formation au Beverly Hills Hotel durant huit années et apparaît dans l'émission de télévision de Dick Sinclair.
Le 14 mai 1970, Fina décède d'une attaque cardiaque lors d'une cérémonie au Beverly Hills Hotel de Sherman Oaks en Californie.